# Ouray
Ouray is een plaats (city) in de San Juan Mountains in de Amerikaanse staat Colorado, en valt bestuurlijk gezien onder Ouray County.

## Demografie
Bij de volkstelling in 2000 werd het aantal inwoners vastgesteld op 813.
In 2006 is het aantal inwoners door het United States Census Bureau geschat op 896, een stijging van 83 (10,2%).

## Geografie
Volgens het United States Census Bureau beslaat de plaats een oppervlakte van
2,2 km², geheel bestaande uit land. Ouray ligt op ongeveer 2215 m boven zeeniveau.

## Plaatsen in de nabije omgeving
De onderstaande figuur toont nabijgelegen plaatsen in een straal van 24 km rond Ouray.